# Харлем (Ню Йорк)
Вижте пояснителната страница за други значения на Харлем.
Харлем (на английски: Harlem) е квартал на Манхатън и един от административните райони на град Ню Йорк, САЩ.
През 17 век първите европейски заселници в района, идващи от Нидерландия, назовават мястото Нов Харлем по името на град Харлем (Хаарлем), главен град на Северна Холандия. През 19 век основното му население се състои от евреи и италианци. През 20 век, по време на Голямата миграция (преселвания на компактни маси негърско население от Американския Юг в Северните щати, след Гражданската война в САЩ, в търсене на работа и по-добри условия на живот), в квартала пристигат големи групи от афроамериканци и и през XXI век са основната населяваща го група.
Поради загубата на работни места по време на Голямата депресия през 30-те години и деиндустриализацията на Ню Йорк след Втората световна война, престъпността и бедността се увеличават. През XXI век престъпността драстично намалява и настъпва джентрификация (облагородяване) на квартала.

## Местоположение и граници
Харлем се простира от Ист Ривър до Хъдсън Ривър между 155-а улица, където среща Вашингтон Хайтс, неравната граница по южната дължина. Централен Харлем започва от 110-а улица и северната граница на Сентръл парк; Испанският Харлем удължава източно харлемските граници до 96-а улица. На запад води началото си северно от Морнингсайд Хайтс, което образува неправилната граница със 125-а улица, западно от Морнингсайд авеню. Границите на Харлем са се променяли през годините; както Ралф Елисън отбелязва: „Където и в града да живеят афроамериканци, се счита за Харлем“.
Кварталът представлява сбор от по-малки свързани райони:
1. Западен Харлем (Западно от Сейнт Никалъс авеню)
  - Хамилтън Хайтс, около Хамилтън Гренч
  - Манхатънвил, северно от Морнингсайд Хайтс
2. Централен Харлем
  - Маунт Морис, простирайки се на запад от Маркус Гарди Парк
  - Стривърс Роу, съсредоточен на 139-а улица
  - Шугър Хил
  - Астър Рол на 130-а улица.
3. Източен Харлем
  - Испанския Харлем, южно от 116-а улица

## История

### Преди афроамериканската миграция
Първите колонизатори на това, което сега е Харлем, са холандските заселници, които формират през 1658 г. Нови Харлем, по името на холандския град Хаарлем. По това време, по поръчка на Нидерландската източноиндийска компания и с труда на 11 чернокожи роби е започната една от важните пътни артерии на града, тогава наречена Индианската следа, а по-късно – Бостън Поуст Роад. През 1664 г. англичаните завладяват Нова Холандия и променят името по английски модел на Харлем. На 16 септември 1776 г. битката на Харлем е водена в Западен Харлем около Халол Уей (сега западна 125-а улица) със сблъсъци в Морнингсайд Хайтс на Юг и Харлем Хайтс на север.
Харлем е синоним на елегантен живот по време на хубавите години от XIX век. През ранните периоди на същия век в Харлем продължава да съществува фермерска земя, разположена главно по възвишенията, издигащи се над Хъдсън Ривър. През 1820 година общността наброява едва 91 фамилии, църква, училище и библиотека. Заможните местни фермери стават известни като „патрони“. Транспортът между предградието на Харлем и Ню Йорк се осъществява с параход по Ийст Ривър. (отнема около час и половина – прекъсвано понякога от замръзването на реката през зимата), както и с дилижанс по дължината на Бостън Поуст Роад, който се спуска по пътеката на Мак Гроу сега в Сентръл парк, заобикаляйки солените блата около 110-а улица, за да мине през Харлем. Комисията по плануване на Ню Йорк обявява през 1811 година, че Харлем не се развива и не е напредвал от близо 100 години. Железницата на Ню Йорк и Харлем е построена през 1831 г. с цел по-добро свързване на града с предградието, като започва от източна 23-та улица. Разширена със 127 мили на север до железопътния възел на окръг Колумбия при Чатъм, Ню Йорк през 1851 г. В годините между 1850 и 1870, в Харлем западат много от големите културни насаждения. Земята е окупирана от ирландски преселници, чието присъствие занапред влошава цените на имотите. Разорен, Харлем е причислен към Ню Йорк през 1873 г. Възстановяването идва през 1880 когато надземната железница е разширена до Харлем. Транспортът и урбанизацията подтикват ранните предприемачи да кроят грандиозни планове. Оскар Хамърщайн през 1889 г. отворя на източна 125-а улица Операта. Все пак, строителството пренасища пазара и отлага истинското оценяване на сградите в покрайнините на железниците. В резултат в градчето се нанасят маси от източноевропейски евреи. Преселението им достига своят връх през 1917 г. от 150 000 души. Местните се възпротивяват на еврейското движение в квартала – понякога и съвсем открито (например с табели за наемане на жилища, на които пишело: „Никакви евреи и кучета“). Еврейският Харлем се стопява до 1930 г. на около 5000 души. Областта, известна като Испанският Харлем, бива завзета от италиански заселници, но и тяхната общност (край Плезънт Авеню) се претопява до 1970 г. В началото на XX век Харлем се превръща в дом на ирландската общност, както и на голяма група финландци.

### Заселване на афроамериканците
Малки групи афроамериканци живят в Харлем още през 1880 г., особено в зоната около 125-а улица и в черните „квартири“ на западна 130-а улица. По-големи групи негри, започват да прииждат около 1904 година, в резултат на общия упадък настъпил по това време в града, и по-специално – в самия Харлем, благодарение на който имотите в него стават по-достъпни за чернокожите, чийто живот в другите квартали същевременно е допълнително затруднен. Важна роля в този процес има предприемачът на недвижими имоти Филип Пейтън Младши. Наред с някои бели предприемачи, той е сред хората, допринеси особено много за превръщането на Харлем в негърско гето. Кварталът преживява друг срив на частните имоти през 1904 – 1905; след колапса от 1890, нова спекулация и строеж започват с пълна сила отново през 1903 г. и в резултат на пренасищане с жилища, води до срив на цените и забавяне в развитието му – Пейтън компенсира липсата на бели наематели, с привличане на черни, в което сам той като негър има голямо преимущество. Неговата компания „Афроамерикан реалти къмпани“ е почти еднолично отговорна за миграцията на афроамериканци от предишните им квартали – Тендърлойн, Сан Хуан Хил и Хелскитчън. Движението към Западен Манхатън е допълнително провокирано и от страх, че расистки бунтове, подобни на тези, които избухват в Тендърлойн през 1900 г. и в Сан Хуан Хил през 1905, може отново да се разразят. Тогава жилищата, окупирани от белите, са разрушени, за да се освободи място за конструкцията на станция „Пен“. През 1907, църквите на чернокожите започват да се местят към града. Специално Епископалната църква „Св. Филип“ придобива сгради на няколко пресечки на западна 135-а улица, за да бъдат наемани от нейни енориаши. Още повече хора от африкански произход се заселват в Ню Йорк, респективно – в Харлем, в процеса на наемане на фабрична работна ръка, по време на Първата Световна война – негри от Юга са редовно вербувани да напускат фермите и да се местят на Север. На места земеделските райони така се опразват в от чернокожи, че „заплашват съществуването на някой от водещите производители в Джорджия, Флорида, Тенеси и Алабама“. През 1920 г. Централен Харлем вече е заселен предимно с афроамериканци и до 1930 г. те достигат до границите на Сентръл Парк, на 110-а улица. Експанзията им е поддържана и от нарастващия поток на чернокожи от Средния Запад – от Вирджиния, Юта, Северна Каролина и Джорджия. Докато чернокожите настъпват все по-навътре, местното население интензивно напуска района – между 1920 и 1930 година 118 792 бели, за сметка на новодошлите 87 417 негри. Все пак между 1907 и 1915 част от белите харлемчани правят опити да се задържат в квартала. Особено след като чернокожите започват масово да се заселват около знаковото Ленъкс авеню, те подхващат кампания за недопускане на негрите до местните имоти и за прогонването им от тях – споразумяват се да не им ги продават и да не им ги дават под наем; в други случаи се борят да ги купят и да прогонят черните им наематели. Своеобразна подкрепа на афроамериканците в Харлем оказва „Афроамерикан реалти компани“, като предприема контра-кампания в същия стил – закупува други имоти и изгонва оттам белите. В отговор, последните настояват пред банките да не дават ипотеки на негри, но бързо установяват безперспективността на този подход. Накрая – към 1920 г. – Централен Харлем е заселен изцяло с чернокожо население.
Като резултат от настаняването на негрите в града, Ню Йорк става зависим от тяхната работна ръка – те са основно домашна прислуга и черноработници, но също така и работници във фабриките. Постепенно промишлените предприятия напускат града, тъй като собствениците им са против изравняването между чернокожите и белите работници. Въпреки това, афроамериканците продължават да си намират работа, – например в развлекателната индустрия, един от най-големите работодатели в Харлем. Много от жителите му биват ангажирани в армията или в бруклинските корабостроителници по време на Втората Световна война, но след края ѝ губят местата си, с което е сложен край и на новия възход на квартала. Бялата общност в квартала чувствително намалява след харлемските бунтове през 1935 г., а след втората поредица размирици през 1943 г. вече почти няма нови бели заселници там.
Въпреки че с времето Харлем все повече затъва в мизерия, наемите на жилищата там години напред са по-високи от всички други в града, – дори когато жилищните такси се сриват навсякъде през 1920 година. Това в значителна степен е следствие от притесненото състояние на негрите, а същевременно – основна предпоставка за него. Един едностаен апартамент в гетото се дава под наем на бели за 40 $, а на чернокожи – за 100 – 125 $. В края на 1920 г., едно средно статистическо семейство на бели от работническата класа в Ню Йорк плаща по 6.67 $ на месец за стая, докато чернокожите в Харлем дават по 9.50 $ за същото пространство. Колкото по-лоши условия и по-отчаян наемодателят (а и наемателят), толкова по-високи наемите, е схемата по която става това и тя се запазва, дори и до 60-те години на XX век; през 1965 г. СЕРДЖ докладва, че едностаен апартамент в Харлем се наема за 50 – 74 $, докато подобни апартаменти вървели по 30 – 49 $ в бедните квартали с бяло население. Високите наеми окуражават някои спекуланти да инвестират в агенции за недвижими имоти, практика чрез която те биха се сдобили със собственост, която да продават или дават под наем на афроамериканци, възползвайки се от възможността произволно да вдигат цените, без да осигуряват поддръжка на имотите. Други собственици на недвижими имоти изпадат в паника и спекулантите купуват от тях на сравнително ниска цена имотите им.
Отначало негрите в Харлем разполагат с много удобства и относително широки жилища и добри условия на живот (целта на заселването им там е да бъдат именно добре устроени, тъй като кварталът все още е сред сравнително луксозните), но с увеличаването на населението, поради високата цена на жилищната площ хората се принуждават да живеят в тесни квартири или по-твърде много хора в една и съща квартира, и гъстотата на населението в Харлем става поразяваща – над 215 000 души на квадратна миля през 1920 г. Качеството на комуналните услуги също катастрофално се срива и те изпадат в бедствено положение. Харлем се възползва малко от многобройните обществени проекти в Ню Йорк, прокарани от Робърт Моузес през 1930 г. – в гетото има няколко парка и обществени места за развлечение повече от другите места в Ню Йорк (но от 255 площадки за игра, построени от него в града, само една е в гетото). За сравнение Манхатън като цяло има гъстота на населението под 70 000 души на квадратна миля за 2000 г. Същите обстоятелства, които позволяват на собствениците на недвижими имоти да таксуват площта в Харлем по-високо, им дават възможност и да ги поддържат за много по-малко пари, което води до занемаряване на редица сгради в квартала. Според преброяването на населението през 1960 г., само 51% от жилищата в Харлем са здрави и стабилни, а на места процентът на съсипаните здания е 85. През 1968 г. Департаментът за строежи на Ню Йорк дневно получава по 500 оплаквания от плъхове в сградите, падане на мазилката, липса на отопление и нехигиенични санитарни възли. Понякога за това са обвинявани наемателите; някои от тях оголвали електрическите жици и разглобявали уредите в сградите, за да ги продават, изхвърлят боклук в коридорите и вентилационните шахти и изобщо замърсяват домовете си. Лошото състояние на жилищата допринася за подклаждане на расистки вълнения и засилване на здравните проблеми. Заради западането на Харлем, той е пропуснат в строителния бум през 1970 – 1980 и в резултат там се запазват голяма част от градските къщи на Ню Йорк от миналите десетилетия, построени от значими архитекти по онова време като Макким, Миид, Енуакт, Джейм, Ренуик. Тъй като фирмите за недвижимо имущество западат, много сгради са превърнати в така наречените „една стая за обитаване“, – в по-голямата им част представляващи частни подслони за бездомни. В много случаи доходът от тези постройки не може да покрие глобите и градските такси, начислявани на техните собственици, или къщите имат повреди, твърде скъпи за отстраняване и затова биват изоставяни. През 1970-те години този процес се ускорява дотам, че Харлем, за първи път след Първата Световна война, има по-малка гъстота на населението от останалата част на Манхатън. До 1987 г. 60% от сградите в квартала са притежавани от общината на Ню Йорк и от много от тях са останали само конструкциите, превръщайки се по този начин в свърталища на нарко-търговци и поле на различни антисоциални дейности. Липсата на обитаеми сгради и намаляващото население намаляват данъчните постъпления и сриват съвсем жилищни инвестиции и продажбите на дребно.

### Близка история
След няколко години на спънки, Харлем става част от бързата реставрация на сгради в края на XX век, като част от промяната във федералната и градска политика, включително напрегнатата и жестока борба с престъпността и съгласуваните усилия за развитие на нишата за продажби на дребно на 125-а улица. Стартирайки през 1994 г. Комисията по благоустройство в Горен Манхатън налива пари в нови застроявания, включително в комплекса на търговците на дребно – кампанията „Харлем в Съединените американски щати“. За това благоприятства и липсата на неразработени жилищни площи в другите райони на града. Броят на жилищните участъци в Харлем нараства с 14% между 1999 и 2000 година и степента на нарастване става още по-голяма много по-бърза в следващите няколко години. Стойността им в Централен Харлем се повишава с близо 300% през 1990 година, докато в останалата част на града – само с 12% по-висока. Дори празните сгради в квартала се продават за по 1 000 000 долара през 2000 г.

## Култура и политика

### Харлем като културен център
През 1920-те години Харлем вече е средище на културните изяви на американските негри. Разцветът, който те изживяват в това време става известен като Харлемски Ренесанс. В този период, обвеян с романтика, но и изпълнен с отчайваща бедност и зловеща престъпност, кварталът се прочува особено много с така наречените „партита за събиране на наема“, на които се събирали хора, които в отплата за веселието, което им е осигурил (посредством контрабанден алкохол и блус-музика), подпомагали домакините с пари за наема и други разноски около жилището му. По-късно над ¼ от афроамерикански домакинства настаняват съквартиранти, които често се оказват престъпници или нискокултурни, или порочни хора, но дори и когато не са – задълбочават общата мизерия. Градските реформатори опитват да елиминират „съквартирантското зло“, но проблемът се влошава преди изобщо да се подобри и през 1940 г. обхваща около 40% от по-рано установилите се негърски семейства.

Високите наеми и нищожната поддръжка на сградите, от които страдат жителите на Харлем през по-голямата част на ХХ век, въпреки че се предпоставят от действащата в американското общество в тези години сегрегация, в значителна степен се случват с участието на видни чернокожи предприемачи – още от 20-те години на XX век голяма част от квартала е собственост на афроамериканци, а през 60-те години изследванията върху него показват, че около 60% от бизнеса в гетото се управлява и инициира от тях. Същевременно се правят и много опити за облагородяване на квартала и препятстване на неговото обедняване. През 1928 г. първият опит за жилищна реформа в Харлем идва с конструирането на „Пол Лорънс Дънбар Хаус“, поддържана от Джон Рокфелер Младши. Намерението му било да покаже на хората с по-скромни възможности значението на възможността да живеят на откупена от тях земя. Голямата депресия обаче връхлетяла скоро след отварянето на сградите и опитът се проваля. През 1936 година той бе повторен от „Харлем Ривърс Хаусес“, доста по-непретенциозен жилищен проект. През 1964 г. са подхванати 9 големи проекта, които в които са построени жилища за над 41 000 души. 
Театър Аполо отворя врати на 125-а улица на 26 януари 1934 година. Зала за танци „Савой“, на Ленъкс Авеню е уважавано място за танцуване на суинг и обезсмъртена в популярната тогава песен „Отбивайки се в „Савой“ През 1920 – 1930 г. между Ленъкс и 7-о авеню в Централен Харлем работели над 125 развлекателни места включително контрабандни заведения, винарски изби, кафенета, таверни, ресторанти, закусвални, салони за почивка, театри, танцувални зали и барове. Макар и музикантите и писателите от Харлем като цяло да са добре запомнени, общността също е давала подслон на много актьори и театрални компании. През 1936 г. Орсън Уелс продуцира известния си черен „Макбет“ в Театър „Лафайет“ в Харлем. Големи театри от края на XIX началото на ХХ век са събаряни или превръщани в църкви и в гетото липсва постоянно място за представления до създаването на театър „Гейтхаус“.
След Втората Световна война Харлем престава да бъде дом за мнозинството нюйоркски афроамериканци, но си остава културна и политическа столица на афроамериканския Ню Йорк. Характерът на общността се променя в годините след войната, тъй като представителите на средната класа сред негрите се местят във външните предградия, – главно в Куинс и Бруклин. След 1950 г., когато е пикът му – 98,2%, делът на чернокожите в харлемското население постепенно спада, за сметка на хората от латиноамерикански и европейски произход.
Територията на Харлем е в различни времена поле на действието на много религиозни течения. В предхождащия афроамериканското заселване период силно влияние имат католицизмът и юдеизмът, въпреки че протестантският дял е най-значителен. В по-ново време освен християнската религия (над 400 църкви), голям дял има и ислямът с организации, като „Ислямската нация“ и „Черен мохамеданин“, който се отделя от нея, и които поддържат джамии в Харлем. Мормоните също имат малък параклис на 128-а улица през 2005 г. В днешни дни (XXI век) Етиопската баптистка църква е особено силна организация, забогатяла в резултат на множеството холдинги за недвижими имоти, която осигурява юридическа защита на болшинството местни негри, както и на представители на по-бедните прослойки в града.
От 1965 г. в квартала поддържа дейност и хорът на харлемските момчета, известен обикалящ хор, образователна програма за млади момчета повечето от които афроамериканци. Девическият хор на Харлем е основан през 1968 г. Манхатън и допринася за развитието на хип-хоп културата, също с корени в Харлем. Родно място е на Пъф Деди, както и на много популярни хип-хоп танцьори като Харлем Шейк.
Още от началото на негърското преселение в квартала, процентът на безработица там е по-висок от обичайния за Ню Йорк, а и той се отличава и с висок процент на смъртност. Приблизително до времето на отмяна на законите за расовата сегрегация в Америка и определянето на квоти за наемане на разнообразен персонал (при президенството на Джеймс Картър), образованието не толкова помага, колкото пречи на негрите да си намират работа, в резултат на което – както и на пренебрегването им при изготвянето на общинските бюджети – образователните програми имат по-малък успех и неравнопоставеността от миналото дава отражения и до днес (XXI век).

### Престъпност
Още от началото на XX век историята и културата на Харлем се свързват с все повече ширещата се там, и ограничена донякъде едва през XXI век престъпност. Особено многобройни (потвърдено от официална статистика от 40-те години на XX век) са побоищата, грабителствата и убийствата, докато изнасилванията – по-скоро рядкост. Характерни за квартала стават пиянството и наркоманията. Силно разпространение, получават корупцията, контрабандата и хазартът, както и рекетът. С времето проблемите с престъпността в Харлем се задълбочават и към 1964 г. (белязана със значими бунтове в квартала) процентът на нарко-зависими в Харлем е 10 пъти по-висок от обичайния за Ню Йорк и 12 пъти по-висок от този типичен за Щатите като цяло. От 30 000 наркомани тогава в Ню Йорк, в Харлем живеят от половината до 2/3 (15 000 до 20 000 – 1 от всеки 15 – 20 души). Нарастват и убийствата – около 6 пъти спрямо началото на века. Освен това половината от децата в гетото растат само с един родител или остават сираци, което способства за разрастване на детската престъпност. Между 1950 г. и 1960 г. инжектирането на хероин става много популярно, а през 80-те години на XX век – смъркането на кокаин. В допълнение към самата си зависимост от наркотиците, наркоманите стават зависими и от необходимостта да се впускат във вторична престъпност – обикновено неспособни да си набавят средства за редовните си дози по друг начин, те се отдават на кражби и други доходоносни престъпления, превръщайки се понякога и в част от разпространителската система и добявяйки още насилие във и без това жестоката война, между различните банди за контрол над нея.
Особено в периода на Сухия режим в САЩ важна роля в престъпния живот на Ню Йорк, включително и на Харлем играят местните мафиотски организации, а най-вече италианската Коза Ностра и еврейската Мърдър Инкорпорейтид, които владеят клубовете за залагания, тайните пивници (маскирани като чайни, млечни барове и други заведения и магазини, поначало непричастни към търговията с алкохол) и публичните домове. За известно време своебразен владетел на квартала става мафиотът Дъч Шулц, важна фигура в производството и разпространението на контрабанден алкохол в Харлем. Значително влияние имат и местните негърски банди, възглавявани от изявяващи се и на политическата сцена чернокожи гангстери, занимаващи се основно с така наречената „игра на числата“ – незаконна лотария, с елементи на рекет, при събиране на залаганията, както и с лихварство. Постепенно те изземат ръководството на местния престъпен свят, в съперничество с банди от пуерторикански и кубински състав. Към 1925 г. в квартала има 30 черни застрахователни банки, някои от които – достатъчно големи, за да прибират залозите на разстояние от 20 пресечки или 3 – 4 авенюта. В началото на 50-те години разиграваните пари достигат милиарди долари и стават основа на огромно задълбочаване на корупцията, но също и за редица инвестиции – включително в законен бизнес и в имоти. Впоследствие популярността на „играта на числа“ спада, заради създаването на законната Нюйоркска лотария, включително и защото премиите раздавани от нея са по-високи.

### Политика и активизъм
„Асоциацията за универсално негърско усъвършенстване“ започва дейност в Харлем през 1910 г., а „Националната асоциация на Маркус Гарви за подобряване на негърското население“ – през 1916 г. НАРЧ скоро се превръща в най-голямата активистка организация, работеща за каузата на равенството в САЩ. В Харлем живее активистът А. Филип Рандълф, дописник на радикалното списание“ Предвестникът" от 1917. През Голямата депресия успех има движението „Не купувай от там, където не можеш да работиш“, което се бори за принуждаване на магазините на 125-а улица да наемат чернокожи служители. „Гражданската лига за честна игра“ организира през юни 1934 г. бойкоти срещу местния универсален магазин „Блумщайн“ на 125-а улица, успехът в които поощрява инициирането на нови, предвождани от проповедника и по-късно конгресмен Адам Клейтън Пауъл младши, за промяна на практиките за назначаване в други магазини на служители, да подобрят наемането на повече чернокожи работници или наемането на членове от определени протестиращи групи. През 1935 г. е първият от 5-те най-значителни негърски бунта в Харлем, започнал с лъжлив слух, че момче е хванато да краде от магазин на 125-а улица и е било убито от полицията и в хода на който загиват трима души и са ограбени 600 магазина. Същата година се провеждат големи митинги срещу италианската инвазия в Етиопия, придружени с петиции и молби до Лигата на нациите.
През 1941 г. Адам Клейтън Пауъл младши е избран в Градския съвет на Ню Йорк. През 1944 г. става конгресмен с мандат от Харлем, а вместо него в съвета влиза друг чернокож – Бенджамин Дж. Дейвис, но през 1951 г. последният е арестуван, а влиянието на Пауъл е накърнено от рядкото му присъствие в квартала.
Харлем става сцена на поредица от разправии относно наемите, водени от местния активист Джеси Грей с подкрепата на Конгреса за расово равноправие и други групи, опитващи се да принудят наемодателите да подобрят качеството на жилищата, придържайки се към установените изисквания и да вземат мерки срещу плъховете, да осигуряват отопление през зимата и да съгласуват цените си с вече съществуващите разпоредби. Много групи в Харлем са мобилизирани през 60-те години на XX век в борба за по-добри училища, работа и жилища. Някои от тях преследват целите си с мирни средства, докато други разчитат на насилие. От началото на 1916 г. Конгресът за расово равноправие притежава офиси на 125-а улица и представя общността пред града, особено по време на расовите размирици. Адам Клейтън Пауъл, Младши, като председател на жилищния комитет по образование и труд използва тази позиция за да пренасочва федералните фондове в различни проекти относно Харлем. Мартин Лутър Кинг също действа в Харлем, както и множество месни активисти, известни като „афроамерикански националисти“. Третата серия от бунтове в Харлем е през юли 1964 г. след фаталната стрелба на бял полицай по 15-годишни чернокожо момче. Един човек е убит, повече от 100 – ранени, а стотици арестувани. Извършени са и много грабежи, а щетите върху жилищата са огромни. Като последица от бунтовете през юли 1964 федералното правителство основава помощна програма наречена „Проект подпомагане“, в който на хиляди млади хора от Харлем е намерена работа през лятото на 1965 г.
През 1964 жителите на Харлем организират 2 бойкота, за да привлекат внимание към плачевното състояние на местните училища. В Централен Харлем 92% от учениците се виждат принудени да си стоят вкъщи. През 1977 г. Исая Робинсън, президент на борда на Ню Йорк в образованието коментира остро недъзите на харлемското образование.
През 1966 „Черните пантери“ организират група в Харлем, агитираща за насилие в стремеж към промяна. На митинг, Макстан Форд, говорителят на организацията, декларира пред Съединените американски щати, че „може да бъде поставен на колене само с кърпа, бензин и бутилка“, съставките на коктейл Молотов. Голям бунт следва и убийството през 1968 г. на Мартин Лутър Кинг Младши. Той е потушен от войскови част, предвождани от майор Джон Линдзи.
В края на века (1995 г.) противоречията с еврейските търговци са отново актуални и стават повод за мащабни вълнения, в които загиват осем души.

## Забележителности
- 125-а улица
- Етиопската баптистка църква
- Театър „Аполо“
- Зала „Арън Дейвис“
- Център „Артур Шомберг“ за изследвана на чернокожата култура
- Улица „Астор“
- Градски колеж на Ню Йорк
- Апартаменти „Дънбар“
- Улица „Греъм“
- Хамилтън Грейндж
- Хамилтънски възвишения
- Хотел „Тереса“
- Къща „Джеймс Байли“
- „Ла Маркета“
- Ленъкс Лаундж
- Историческа област „Монт Морис Парк“
- Медицинско училище и болница „Монт Синай“
- „Музеят на квартала“
- Нюйоркски музей
- Зала за танци „Савой“ (не работи)
- Улица „Стривър“
- Студио-музей „Харлем“
- Храна за душата „При Силвия“

1. ↑  popfactfinder.planning.nyc.gov